# Frediano Frediani
Frediano Frediani (Forte dei Marmi, 24 gennaio 1897 – Napoli, 3 ottobre 1978) è stato un architetto italiano la cui produzione ha oscillato, inizialmente, dagli eclettismi storicistici al proto-razionalismo per poi giungere, tra gli anni '30-'50 del Novecento, a caratterizzarsi per significativi esempi di architettura razionalista realizzati, prevalentemente, tra Napoli e Benevento.

## Biografia
Frediano Frediani nacque da Armida Casini e Carlo Frediani, scultore e fotografo. Era il secondogenito di tre figli: l'architetto Mario e il pittore e scrittore Vincenzo. La famiglia Frediani da varie generazioni possedeva a Forte dei Marmi un negozio-laboratorio specializzato nella lavorazione del marmo, cavato dalle vicine Alpi Apuane. La storia di questo piccolo paese di scalpellini e contadini è fedelmente riportata nel libro La Bibbia del Forte dei Marmi , in cui il nome della famiglia Frediani ritorna frequentemente.

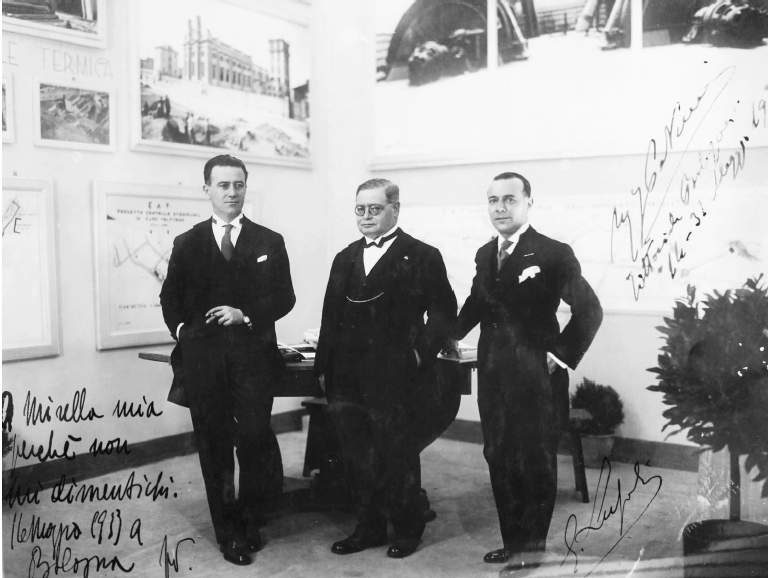
Frediano Frediani (primo da sinistra) col Direttivo EAV ai Littoriali di Bologna, 1933

## La formazione artistica e la produzione architettonica
Nella prima metà degli anni '10, Frediani frequentò le sezioni di Architettura e Decorazione dell'Accademia di Belle Arti di Pietrasanta lavorando al contempo, col professor Ghiselli, alle decorazioni murali, a tempera e a fresco, di alcune ville intorno Viareggio e, fra queste, soprattutto della Villa di Martino Barsanti al Motrone (Pietrasanta). In quegli anni era vicino al circolo di intellettuali toscani della Apua Mater. Si compì così la sua formazione fra studi storici e artistici, suggellata dall'attiva partecipazione a numerose mostre ed esposizioni. In questo contesto Frediani trovò modo di stringere rapporti con Lorenzo Viani (1882-1936), Ettore Cozzani (1884-1971), Gino Carlo Sensani (1888-1947), Piero Bernardini (1891-1974), Ugo Giovannozzi (1876-1957) e Plinio Nomellini (1866-1943). Dopo il primo conflitto mondiale, che lo vede impegnato sul fronte friulano, ritorna in patria per poi scegliere come destinazione professionale Napoli. Qui nel 1925 è assunto nella sezione "Studi e Lavori" presso l'Ente Autonomo Volturno, al tempo diretto dall'ingegnere Giuseppe Domenico Cangia (1868-1939), di cui diventerà figura di riferimento per la progettazione di grandi opere infrastrutturali. Sempre a Napoli si iscrive, nel 1929, alla neo istituita Regia Scuola Superiore di Architettura per poi ottenere, nel 1938, il riconoscimento del titolo accademico a seguito della sua significativa produzione artistico-architettonica. L'architettura di Frediani mostra alterne tensioni tra classicismo e razionalismo moderno, in piena sintonia con il travaglio della cultura architettonica italiana tra le due guerre. Le Stazioni Fuorigrotta e Mostra, realizzate a Napoli per la ferrovia Cumana, definiscono impianti a forte identità geometrica. Altro edificio rilevante di Frediani è la Scuola elementare Mazzini a Benevento, dai forti accenti neoplastici e gropiusiani, realizzata in Piazza della Rivoluzione (oggi Risorgimento), a fianco del Liceo Classico di Luigi Piccinato (1899 - 1983). Tutta la sua attività ebbe a Napoli le maggiori possibilità realizzative mentre l'esperienza di Benevento fu preziosa per la frequentazione con Piccinato e con l'architetto Vincenzo Miccolupi (1894 - 1978). 

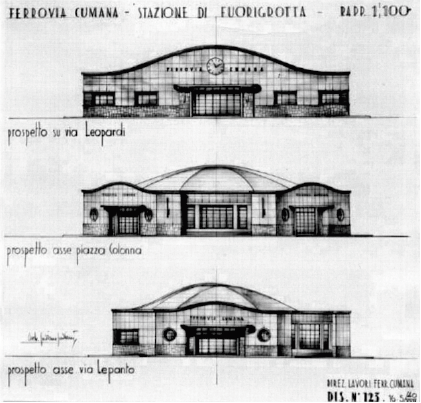
Prospetti della stazione Fuorigrotta della Ferrovia Cumana, Napoli, 1938-40

## Opere principali
- 1915-16 | Stabilimento prodotti esplodenti SIPE, Forte dei Marmi (Lu).
- 1929-32 | Ampliamento della centrale termica ai Granili per l'EAV, Napoli.
- 1931-34 | Centrale idroelettrica Secondo Salto del Volturno, Colli al Volturno (IS).
- 1933 | Restauro del Teatro Comunale "Vittorio Emanuele", Benevento.
- 1933 | Bar della Villa Comunale, Benevento.
- 1934-36 | Edificio scolastico "G. Mazzini", Benevento.
- 1935-37 | Casa dell'Assistenza Fascista, Benevento.
- 1936-38 | Colonia elioterapica, Benevento.
- 1937-38 | Rilevo dell'acquedotto Augusteo, di Venafro (IS).
- 1938-40 | Stazioni Fuorigrotta e Mostra della ferrovia Cumana, Napoli.
- 1946 | Sopraelevazione edificio del Risanamento piazza Borsa, Napoli.
- 1950 ca. | Cinema-teatro Bernini, Napoli.
- 1950 | Restauro Istituto di Cultura francese Grenoble, Napoli.
- 1952-55 | Adattamento Direzione e filiali del Credito Italiano, Napoli.
- 1956-59 | Nuova Biblioteca della Stazione zoologica Anton Dohrn, Napoli (con B. Frediani).
- 1959 | Edificio in piazza Dante, Napoli (con B. Frediani).
- 1959-65 | Ridistribuzione del primo e terzo edificio e della corte di collegamento della Stazione zoologica Anton Dohrn, Napoli (con B. Frediani).
- 1965-68 | Complesso residenziale "Giardino degli Aranci", Napoli (con B. Frediani).

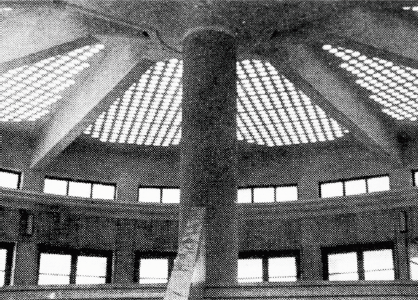
Particolare del pilastro-ombrello della stazione Mostra della Ferrovia Cumana, Napoli, 1938-40

## Progetti Artistici
- Disegno di Contadina Friulana in «Broom», N.1, Novembre 1921.
- Disegno di Nudo femminile (1927), in Dizionario D'Arte Sartori.